# Glaisin
Glaisin ist seit dem 1. Januar 2005 ein Ortsteil der Stadt Ludwigslust im Landkreis Ludwigslust-Parchim in Mecklenburg-Vorpommern (Deutschland).

## Geografie
Glaisin liegt am Rande der Griesen Gegend im Südwesten Mecklenburgs, rund acht Kilometer südwestlich von Ludwigslust. Das bis dahin eigenständige Dorf gehörte bis zum 1. Januar 2005 dem Amt Ludwigslust-Land an.

## Geschichte
Glaisin ging aus einem ursprünglich wendischen Hufendorf hervor und wurde 1282 erstmals urkundlich erwähnt. Noch heute erinnern Spuren eines Burggrabens an die Raubritterburg des Ritters Hermann Riebe, die eine der mächtigsten in Mecklenburg-Schwerin gewesen sein soll. Diese „Riebeburg“ wurde 1298 nach halbjähriger Belagerung durch  ein Heer Heinrichs des Löwen erobert und zerstört.

## Politik
Ortsvorsteher ist Jürgen Behrends. (Stand: 2013)

### Wappen
| Wappen von Glaisin | Blasonierung: „Unter einem grünen Schildhaupt, darin zwei schräg gekreuzte silberne Schreibfedern, in Silber unter einer schwebenden roten Burg mit Zinnenmauer, offenem Rundbogentor und einem Zinnenturm zwei an den Stielen schräg gekreuzte grüne Eichenblätter.“ |
| Wappen von Glaisin | Wappenbegründung: In dem Wappen soll mit den Schreibfedern an Johannes Gillhoff (1861–1930) und mit der Burg an die 1298 durch die verbündeten Fürsten zerstörte Burg des Raubritters Hermann Ribe erinnert werden. Die Eichenblätter symbolisieren den alten Eichenbestand in der einstigen Gemeinde, von dem einige als Naturdenkmale ausgewiesen sind. Die Tingierung soll auf die Zugehörigkeit von Glaisin zur ehemaligen Grafschaft Dannenberg verweisen. Durch die Eingemeindung in die Stadt Ludwigslust am 1. Januar 2005 verlor das Gemeindewappen seinen Status als Hoheitszeichen. Es kann aber weiterhin von den Bewohnern als Identifikationssymbol und als Zeichen der Verbundenheit mit ihrem Ort genutzt werden. Das Wappen und die Flagge wurde von dem Glaisiner Manfred Sturzenbecher gestaltet. Es wurde am 1. November 1996 durch das Ministerium des Innern genehmigt und unter der Nr. 115 der Wappenrolle des Landes Mecklenburg-Vorpommern registriert. |

### Flagge
Die Flagge wurde am 16. Februar 2000 durch das Ministerium des Innern genehmigt.
Die Flagge ist gleichmäßig längs gestreift von Weiß und Grün. In der Mitte des Flaggentuchs liegt, auf jeweils zwei Drittel der Höhe des weißen und des grünen Streifens übergreifend, das Ortsteilwappen. Die Höhe des Flaggentuchs verhält sich zur Länge wie 3:5.

## Dorfbild und Sehenswürdigkeiten
Glaisin konnte seinen dörflichen Charakter weitgehend bewahren. Der Ort ist durch Bauernhäuser geprägt, die meist in Backstein- und Raseneisensteinbauweise ausgeführt wurde. Charakteristisch sind insbesondere die gut erhaltenen Drei-Seiten-Höfe im Ortskern. 1992 begann eine umfassende Dorferneuerung. 1998 gewann Glaisin im Bundeswettbewerb Unser Dorf hat Zukunft (früher Unser Dorf soll schöner werden) eine Goldmedaille, was bisher erst drei weiteren Dörfern aus Mecklenburg-Vorpommern gelang. Zur Expo 2000 in Hannover vertrat Glaisin das Land Mecklenburg-Vorpommern im Rahmen des Bund-Länder-Gemeinschaftsprojektes „Dorf 2000 - Beispiele nachhaltiger Landentwicklung“ mit dem Projekt „Frauen gestalten ein Dorf“.

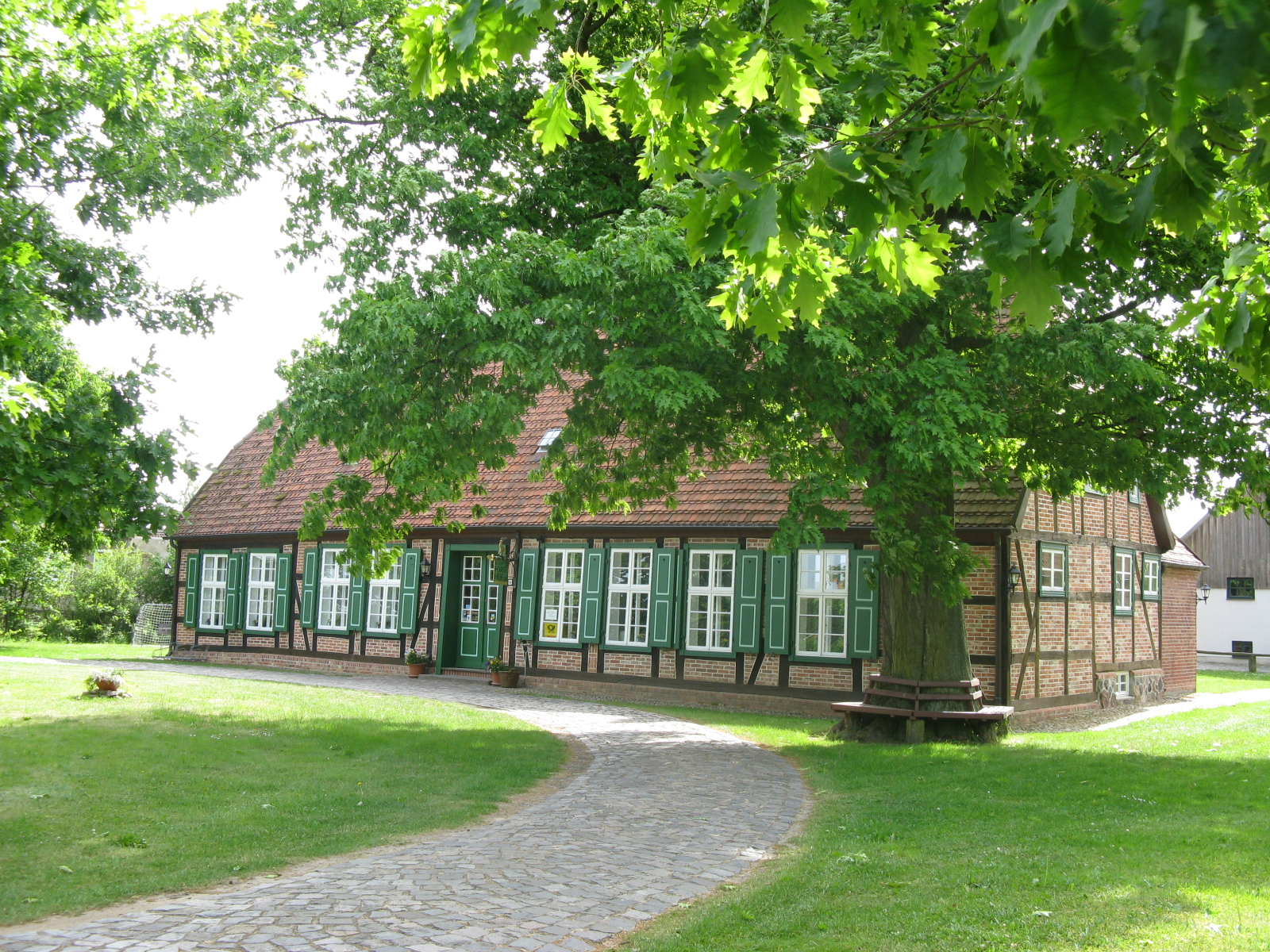
Forsthaus

Das denkmalgeschützte, mit Hilfe von EU- und Landesförderung aufwändig restaurierte Forsthofensemble mit eingeschossigem Fachwerkbau aus der Mitte des 19. Jahrhunderts sowie Viehhaus, Scheune, Ziehbrunnen und einem Backhaus aus Raseneisenstein bildet den Mittelpunkt des Dorfes. Das Gasthaus bietet Radfahrern und Tagesgästen auch Übernachtungsmöglichkeiten. Zudem ist der Hof seit November 2012 Außenstelle des Standesamtes Ludwigslust und bietet so die Möglichkeit auf dem Außengelände Trauungen durchzuführen.
Außerhalb des Ortskernes erinnern noch heute die Spuren eines Burggrabens an die Raubritterburg des Ritters Hermann Riebe. Darüber hinaus gibt es ein Hügelgrab aus der Bronzezeit.

## Einwohnerentwicklung
| Jahr | Einwohner |
| ---- | --------- |
| 1990 | 405       |
| 1999 | 358       |
| 2003 | 347       |
| 2012 | 354       |

## Persönlichkeiten

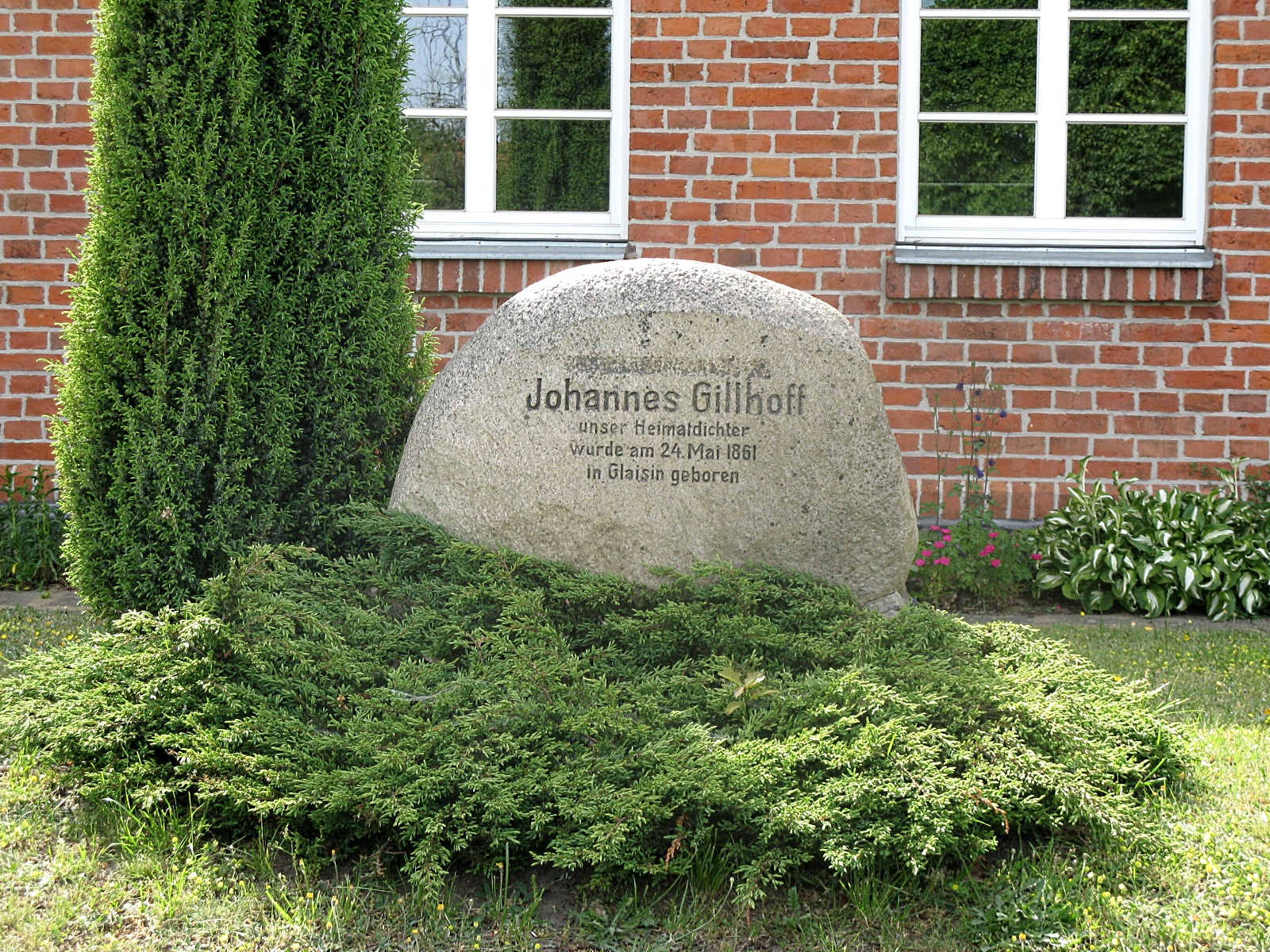
Gedenkstein für Johannes Gillhoff in Glaisin

Der Schriftsteller Johannes Gillhoff (1861–1930) wurde in Glaisin geboren. Als Sitz der Johannes Gillhoff Gesellschaft und mit einer ständigen Ausstellung in der ehemaligen Dorfschule hält der Ort die Erinnerung an ihn wach. Im Rahmen der Gillhoff-Tage findet seit 1993 die jährliche Verleihung des 1980 in Hamburg gestifteten Johannes-Gillhoff-Preises in Glaisin statt. Die Gesellschaft veranstaltet zudem regelmäßige Lesungen, Vorträge, Fachtagungen, Museumsführungen und betreibt intensive Jugendarbeit.